# ديك كوغان
ديك كوغان (بالإنجليزية: Dick Cogan)‏ هو لاعب كرة قاعدة أمريكي، ولد في 5 ديسمبر 1871 في باترسون في الولايات المتحدة، وتوفي بنفس المكان في 2 مايو 1948.

## وصلات خارجية
- ديك كوغان على موقعبيزبول رفرنس.كوم (الدوري الرئيسي) (الإنجليزية)
- ديك كوغان على موقعبيزبول رفرنس.كوم (الدوري الثانوي) (الإنجليزية)